# 李宣威
李 宣威（り せんい、1883年 – 没年不詳）は、中華民国の官僚。字は律閑。

## 事績
清末に日本へ留学し、1907年（光緒33年・明治40年）7月に東京高等工業学校電気科選科を修了・卒業した。帰国後は郵伝部員外郎をつとめている。
中華民国成立後は北京政府の財政部で秘書などを歴任したしたと見られる。1923年（民国12年）4月21日、全国財政討論委員会委員に任命され、11月23日には塩務署秘書をつとめた。
王克敏らが中華民国臨時政府を創設すると、李宣威もこれに参与する。1938年（民国27年）1月1日、行政部内務局局長兼交通局局長（行政部長：王克敏）に任命された。2月11日、中国聯合準備銀行（聯銀）が創設されると、李は同銀行董事を兼務した。3月12日、建設総署（署長：殷同）の新設に伴い、李は同総署副署長も兼任した。9月18日に行政部が廃止されると交通局は行政委員会に直属されたが、李がそのまま交通局長に重任した。9月22日、中華民国維新政府との合流を協議する中華民国政府聯合委員会が創設されると、李は同委員会秘書長も兼任している。9月28日、建設総署副署長の兼務を解除された。
汪兆銘政権に臨時政府が合流した後における李宣威の動向は不明である。

## 注
1. 1 2  尾崎監修(1940)、338頁。
2. ↑  橋川編(1940)、158頁は「1903年生まれ」としているが、経歴と明らかに符合しないため誤りと考えられる。尾崎監修(1940)を採用する。
3. 1 2 3  橋川編(1940)、158頁
4. ↑  東京工業大学編『東京工業大学一覧 昭和十二至十三年』、251頁。
5. ↑  中華民国政府官職資料庫「姓名：李宣威」
6. ↑  「政府組織大綱発表」『同盟旬報』2巻1号通号20号、昭和13年1月上旬号（1月20日発行）、同盟通信社、26頁。なお、「李専威」と誤記されている。
7. ↑  実業之世界社編輯局編『財界三十年譜 下巻』実業之世界社、1940年、1140頁。
8. ↑  臨時政府令、令字第145号、民国27年3月12日（『政府公報』第8号、民国27年3月14日、臨時政府行政委員会公報処、8頁）。なお、公報原文では「3月11日」と記載されているが、明らかに誤りのため修正する。
9. ↑  「臨時政府重要職員表（八月現在）」東亜同文会業務部編『新支那現勢要覧 第二回（昭和十五年版）』、945頁。
10. ↑  「中華民国政府聯合委員会成立」『時事年鑑 昭和十四年版』時事通信社、795頁。
11. ↑  臨時政府令、令字第275号、民国27年9月29日（『政府公報』第37号、民国27年10月3日、臨時政府行政委員会公報処、4頁）。